# Hvězda před hlavní posloupností

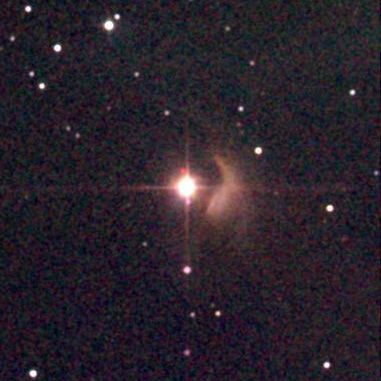
Hvězda T Tauri

Hvězda před hlavní posloupností (PMS hvězda nebo PMS objekt) je hvězda ve stádiu, kdy ještě nedosáhla hlavní posloupnosti. Může zde patřit proměnná hvězda typu T Tauri, proměnná hvězda typu FU Orionis (méně než 2násobek hmoty Slunce) nebo hvězda typu Herbig Ae/Be (2 – 8násobek hmoty Slunce).
Zdrojem energie těchto objektů je gravitační smršťování. V Hertzsprungově–Russellově diagramu se hvězda ve stadiu před hlavní posloupností s hmotností v rozmezí 0,5násobek až 3násobek hmotnosti Slunce pohybuje po Hajašiho stopě (téměř vertikálně dolů směrem k hlavní posloupnosti) a později po Henyeyho stopě (téměř horizontálně doleva směrem k hlavní posloupnosti).
PMS hvězdy mohou být odlišeny od trpaslíků na hlavní posloupnosti použitím hvězdného spektra při měření korelace mezi gravitací a teplotou. PMS hvězda má větší poloměr než hvězda hlavní posloupnosti a proto menší hustotu a povrchovou gravitaci.
Ve stádiu před hlavní posloupností hvězdy existují po dobu asi 1 % délky svého života (až 90 % stráví na hlavní posloupnosti).
Předpokládá se, že všechny hvězdy v tomto stádiu mají hustý protoplanetární disk, který je místem vzniku planet.